# کلی لیچ
کلی لیچ (انگلیسی: Kellie Leitch؛ زادهٔ ۳۰ ژوئیهٔ ۱۹۷۰) سیاستمدار، پزشک، و جراح اهل کانادا است.